# Rheum palmatum

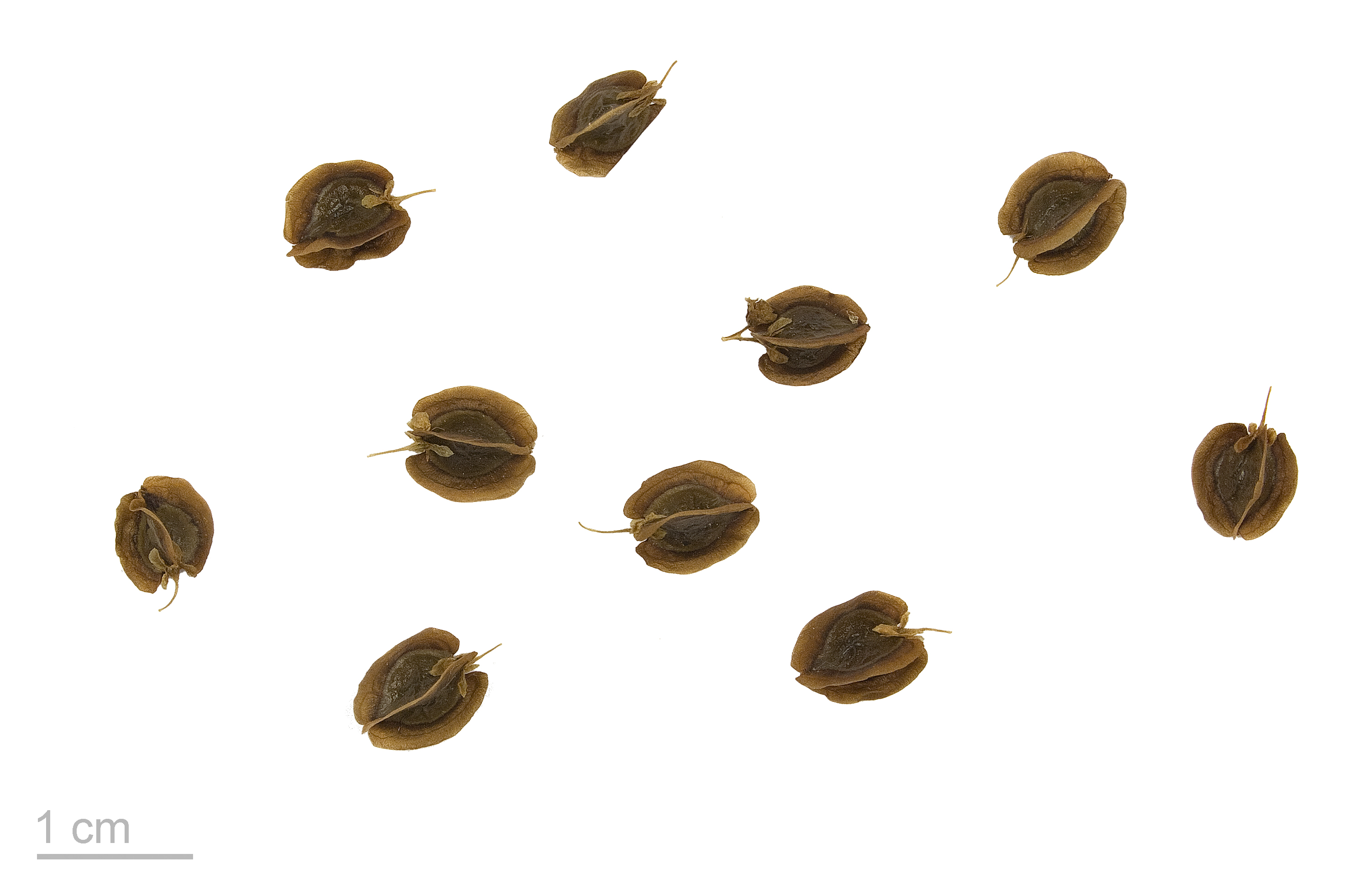
Rheum palmatum

Rheum palmatum L., (Synonyme: Rheum potaninii Losinsk., Rheum qinlingense Y.K.Yang, J.K.Wu & D.K.Zhang, Rheum tanguticum (Maxim. ex Regel) Maxim. ex Balf. oder Rheum officinale Baill.) ist eine Pflanzenart aus der Familie der Knöterichgewächse (Polygonaceae). Im Deutschen wird sie beispielsweise als Handlappiger Rhabarber oder Handförmiger Rhabarber, Zier-Rhabarber, Kronrhabarberstaude, Tangutischer Rhabarber, Medizinal-Rhabarber, Arznei-Rhabarber, Chinesischer Rhabarber oder Kanton-Rhabarber bezeichnet.

## Beschreibung

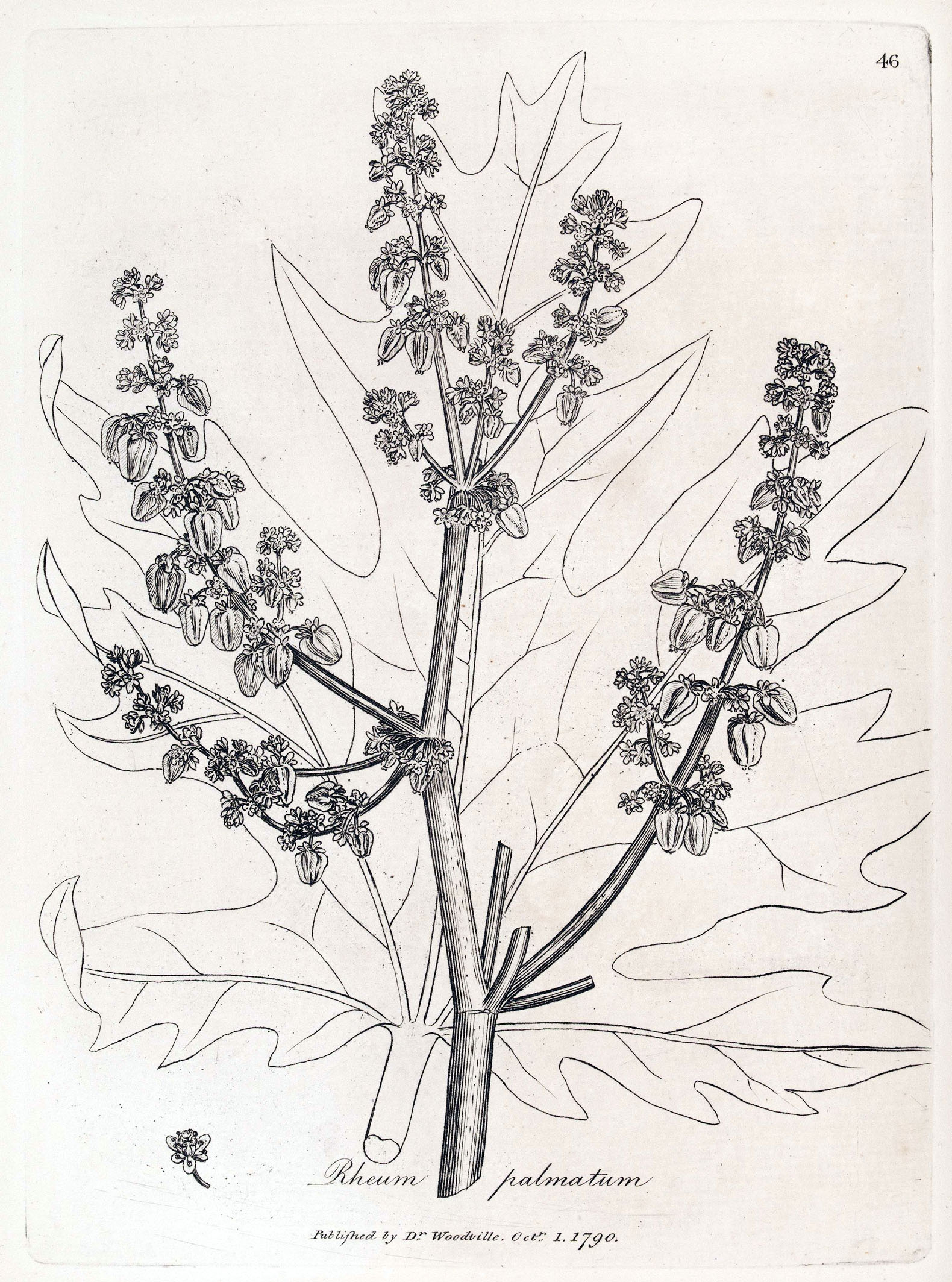
Zeichnung von Rheum palmatum aus William Woodville, James Phillips: Medical botany von 1790

Rheum palmatum ist eine große, kräftige, ausdauernde, krautige Pflanze, die Wuchshöhen von 1,5 bis 2 Meter erreicht. Auch die Wurzeln und Rhizome sind kräftig. Der Stängel ist hohl und gerillt. Seine Knoten sind fast kahl oder stachlig. Die Grundblätter haben einen länglich runden Blattstiel, der ungefähr so lang wie die Spreite und kaum warzig ist. Die große Blattspreite der Grundblätter ist ungefähr so lang wie breit und misst 40 bis 60 Zentimeter. Es sind fünf basale Blattadern vorhanden. Der herzförmige Blattgrund ist fingerförmig in fiederschnittige Lappen aufgeteilt. Das Blattende ist zugespitzt oder läuft spitz zu. Die Stängelblätter werden nach oben hin kleiner. Die Ochrea sind groß und erreichen bis 15 Zentimeter. Ihre Außenseite ist stachelig.
Der Blütenstand ist eine große Rispe, deren leicht flaumig behaarte Zweige sich berühren, aber nicht miteinander verwachsen sind. Der 2 bis 2,5 Millimeter lange Blütenstiel ist unterhalb seiner Mitte gegliedert. Die Blüten sind klein. Die 6 Blütenhüllblätter sind meist purpurrot, seltener gelb-weiß gefärbt. Die drei äußeren Blütenhüllblätter sind elliptisch bis kreisförmig geformt und mit einer Größe von 1 bis 1,5 Millimeter kleiner. Die Staubblätter überragen die Blütenhülle nicht. Der Fruchtknoten ist rautenförmig-eiförmig. Die Griffel sind leicht zurückgebogen. Die Narbe ist aufgeblasen.
Die Frucht ist länglich-ellipsoidisch bis länglich und misst 8 bis 9 × 7 bis 7,5 Millimeter. Ihre Flügel sind ungefähr 2,5 Millimeter breit und in der Nähe ihres Randes finden sich längs verlaufende Adern. Die Samen sind schwarz-braun und breit eiförmig.
Die Blütezeit liegt in China im Juni. Die Früchte reifen im August.

## Vorkommen
Das Verbreitungsgebiet von Rheum palmatum umfasst die chinesischen Provinzen Gansu, Hubei, Nei Mongol, Qinghai, Shaanxi, Sichuan, Xizang und Yunnan. Rheum palmatum wächst an Abhängen und in Tälern in Höhenlagen von 1500 bis 4400 Meter.

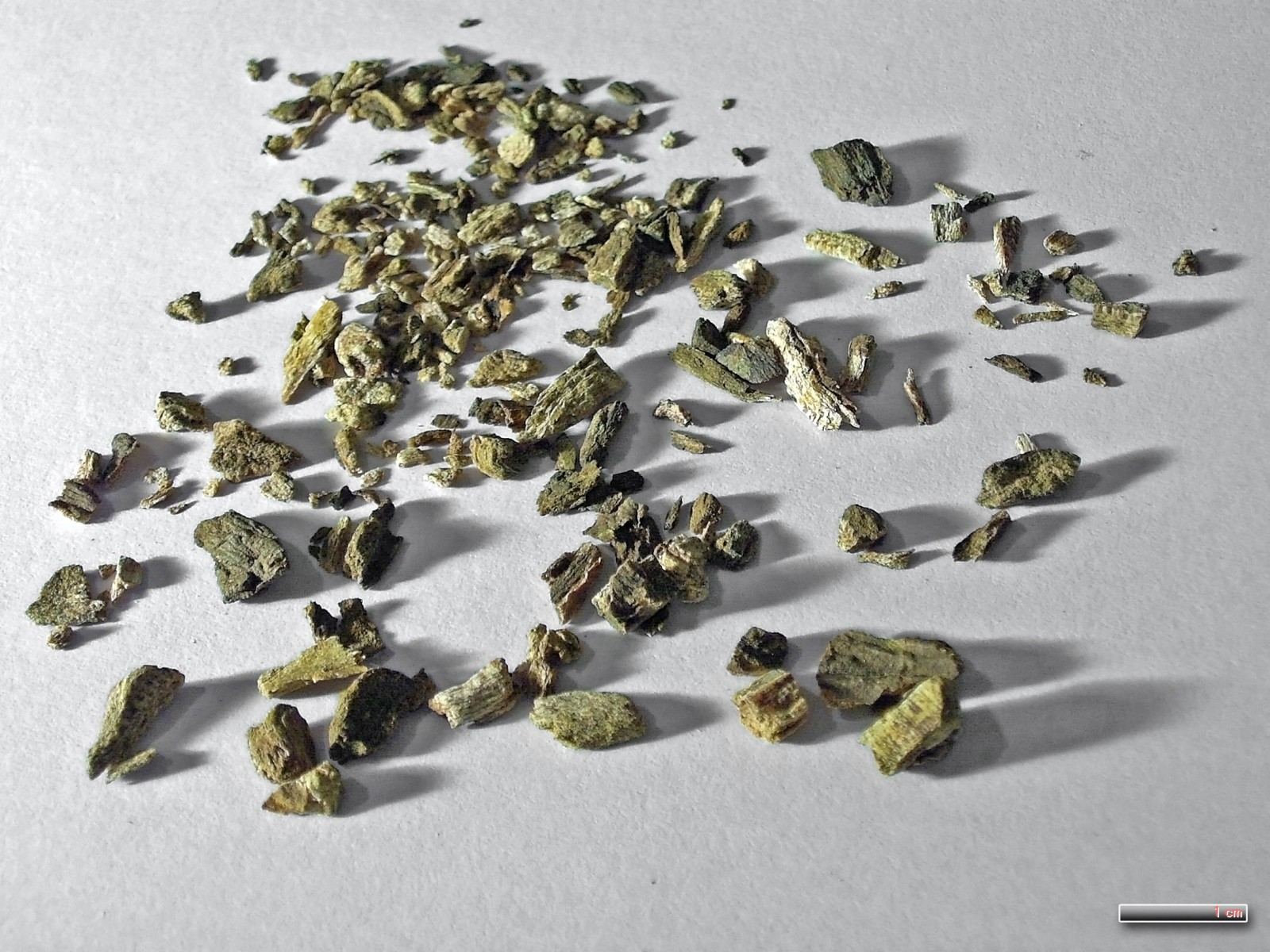
Getrocknete Wurzeldroge von Rheum palmatum

## Nutzung
Die typischen Inhaltsstoffe der Wurzeln und Rhizome von Rheum palmatum (lateinisch-pharmazeutisch auch Rhabarber) sind Anthrachinone, Flavonoide, Phenolcarbonsäuren und Gerbstoffe. Sie werden in der Phytotherapie als Rhei radix (Rhabarberwurzel) zum Beispiel bei Verstopfung medizinisch genutzt.

## Russisches Rhabarber-Monopol
Nachdem China sich seit 1653 für Handelsbeziehungen mit Russland geöffnet hatte, beanspruchte Russland ab 1704 ein Monopol für den Handel mit der Chinesischen Rhabarberwurzel (Radix Rhei). Dieses Monopol wurde 1728 auf den Platz Kjachta beschränkt, wo ab 1736 eine besondere amtliche Kontrollstation für den Rhabarberhandel eingerichtet wurde. Der Handelsweg führte weiter von Kjachta über die asiatische Steppe nach Moskau und St. Petersburg, von wo aus die Ware dann nach Europa verschifft wurde.
Eine Rhabarber-Kommission in Kjachta unter Vorsitz des aus Peine stammenden Apothekers Johann August Carl Sievers sollte bereits gegen Ende des 18. Jahrhunderts Einzelheiten über das Herkunftsland des besten Rhabarbers ausfindig machen, das man in Gansu und Tibet vermutete. Ziel der Kommission war es, durch Kenntnisse über die Anbaumethoden und Anbaubedingungen des Medizinalrhabarbers sowie durch den Besitz des Original-Saatguts Unabhängigkeit von Importen zu erlangen.